# Upper Tadong
Upper Tadong is een census town in het district Oost-Sikkim van de Indiase staat Sikkim. Tadong valt onder de gemeente Gangtok.

## Demografie
Volgens de Indiase volkstelling van 2001 wonen er 14.670 mensen in Upper Tadong, waarvan 54% mannelijk en 46% vrouwelijk is. De plaats heeft een alfabetiseringsgraad van 76%. 